# Frederik Ahlemann
Frederik Ahlemann  (* 1974) ist ein deutscher Wirtschaftsinformatiker und Professor für Wirtschaftsinformatik und Strategisches IT-Management an der Universität Duisburg-Essen.

## Karriere
Ahlemann studierte von 1994 bis 2000 Wirtschaftsinformatik an der Westfälischen Wilhelms-Universität in Münster. Im Anschluss war er von 2000 bis 2002 als Unternehmensberater tätig. Von 2002 bis 2006 war er wissenschaftlicher Mitarbeiter am Fachbereich Wirtschaftswissenschaften der Universität Osnabrück und promovierte im Fach Wirtschaftsinformatik (Dr. rer. pol.). 2006 übernahm er eine Juniorprofessur für Strategisches IT-Management an der EBS Universität für Wirtschaft und Recht in Oestrich-Winkel. Dort leitete er das Kompetenzzentrum für Strategisches IT-Management.
Seit September 2012 ist Ahlemann Professor für Wirtschaftsinformatik und Strategisches IT-Management an der Universität Duisburg-Essen am Campus Essen.

## Publikationen
- Referenzinformationsmodell für das unternehmensweite Projektcontrolling in Matrixprojektorganisationen, Universität Osnabrück 2006 (= Dissertation).
- mit: Mey Mark Meyer: Project Management Software Systems. Requirements, Selection Processes and Products, 8. Aufl. 2014, GPM-IPMA, ISBN 978-3-942201-25-4.
- mit Eric Stettiner, Marcus Messerschmidt, Christine Legner (Hrsg.): Strategic Enterprise Architecture Management. Challenges, Best Practices and Future Developments, Springer, Heidelberg 2012, ISBN 978-3-642-44380-0.
- mit Christoph Eckl (Hrsg.): Strategisches Projektmanagement. Praxisleitfaden, Fallstudien und Trends Springer Gabler, Wiesbaden 2013, ISBN 978-3-642-34760-3.
- mit Nils Urbach: IT-Management im Zeitalter der Digitalisierung. Auf dem Weg zur IT-Organisation der Zukunft, Springer Gabler, Wiesbaden 2016, ISBN 978-3-662-52831-0.